# Fernando Sebastián Aguilar

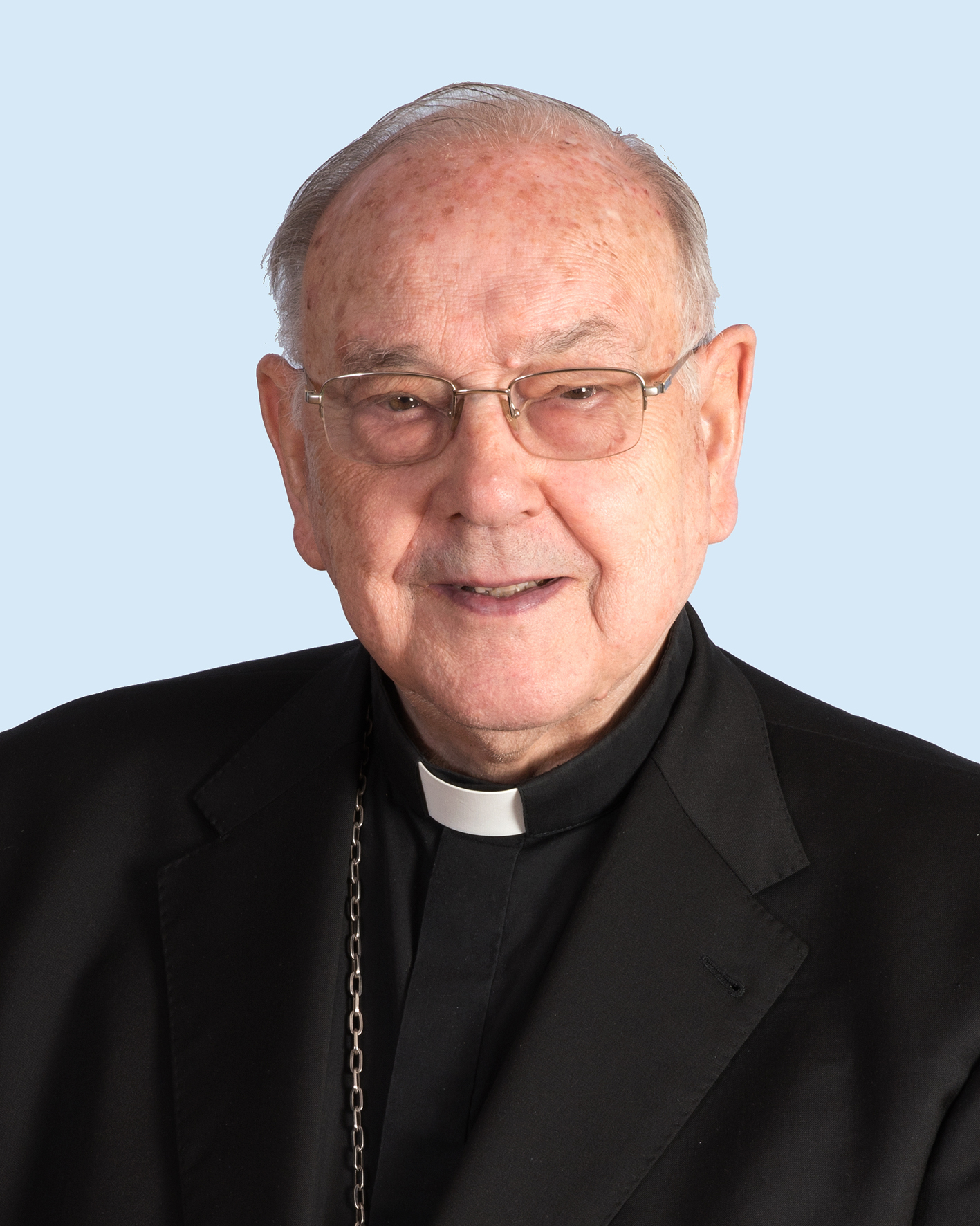
Fernando Kardinal Sebastián Aguilar (2014)

Kardinalswappen

Fernando Kardinal Sebastián Aguilar CMF (* 14. Dezember 1929 in Calatayud, Spanien; † 24. Januar 2019 in Málaga) war ein spanischer Ordensgeistlicher und römisch-katholischer Erzbischof von Pamplona y Tudela.

## Leben
Sebastián Aguilar war ab 1945 Mitglied der Söhne vom Unbefleckten Herz Mariä („Claretiner“) und wurde am 28. Juni 1953 zum Priester geweiht. Nachdem er zunächst Theologieprofessor an Seminaren seines Ordens war, übte er ab 1967 dieselbe Tätigkeit an der Päpstlichen Universität von Salamanca aus. 1970 wurde Sebastián Aguilar Dekan der dortigen theologischen Fakultät, ehe er von 1971 bis 1979 Rektor der Universität war.
Am 22. August 1979 wurde er von Papst Johannes Paul II. zum Bischof von León ernannt. Die Bischofsweihe spendete ihm der Erzbischof von Madrid, Vicente Kardinal Enrique y Tarancón, am 29. September desselben Jahres. Mit Wirkung vom 28. Juli 1983 gab er dieses Amt wieder auf und wurde am 8. April 1988 zum Koadjutorerzbischof von Granada ernannt. Papst Johannes Paul II. ernannte ihn am 26. März 1993 zum Erzbischof von Pamplona y Tudela. Von 1993 bis 1999 und erneut von 2002 bis 2005 war er Vizepräsident der Spanischen Bischofskonferenz. 2003 bis 2004 war er während der Sedisvakanz außerdem Apostolischer Administrator von Calahorra y La Calzada-Logroño.
Am 31. Juli 2007 nahm Papst Benedikt XVI. Aguilars aus Altersgründen vorgebrachtes Rücktrittsgesuch an. Im feierlichen Konsistorium vom 22. Februar 2014 nahm ihn Papst Franziskus als Kardinalpriester mit der Titelkirche Sant’Angela Merici in das Kardinalskollegium auf.
Seinen Ruhestand verbrachte er seit 2007 in Málaga, wo er sich unter anderem in der theologischen Ausbildung engagierte und Exerzitien gab.

## Sonstiges
Im Januar 2014 erklärte Aguilar, dass homosexuelle Menschen geheilt werden könnten und verglich Homosexualität mit behandlungsbedürftigen Krankheiten wie Bluthochdruck. Die Staatsanwaltschaft Málaga leitete ein strafrechtliches Ermittlungsverfahren wegen „Anstiftung zum Hass aufgrund sexueller Orientierung“ ein, nachdem die LGBT-Vereinigung Colegas Anzeige gegen Aguilar erstattet und das Stadtparlament von Málaga sich einstimmig von den Äußerungen des Erzbischofs distanziert hatte.